# Causas del calentamiento global

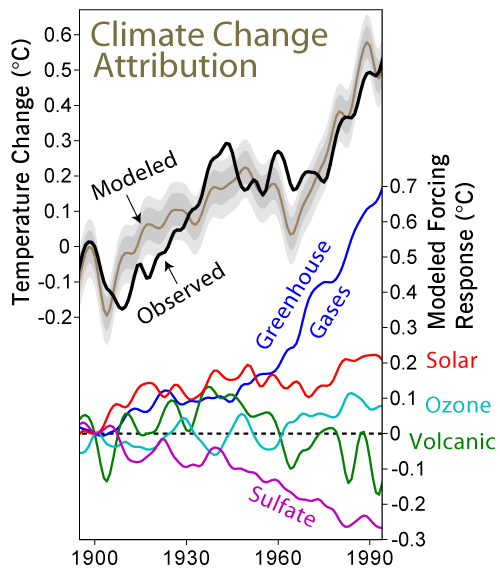
Un modelo climático global de reconstrucción de cambio de T.ª durante el, a resultas de cinco factores forzantes estudiados y el monto de cambio de T.ª atribuido a cada uno

Las causas del calentamiento global, también llamados forzamientos externos, son los mecanismos dominantes externos al sistema climático —pero no necesariamente externos a la Tierra— que causan el calentamiento global observado en el registro de temperaturas. Las investigaciones se han centrado en las causas del calentamiento observado desde 1979, período en el que la actividad humana ha tenido un crecimiento más rápido y se han podido realizar mediciones satelitales sobre la alta atmósfera.
Las principales causas antropogénicas del calentamiento global son el incremento de las concentraciones atmosféricas de gases de efecto invernadero. Las principales causas no antropogénicas son las variaciones en la luminosidad solar, las erupciones volcánicas y las variaciones orbitales de la Tierra alrededor del Sol.
La «detección» es el proceso de demostrar que el clima ha cambiado en cierto sentido estadístico definido, sin proporcionar una razón para ese cambio. La detección no implica la atribución del cambio detectado a una causa particular. La «atribución» de las causas del cambio climático es el proceso de establecer las causas más probables para el cambio detectado con un cierto nivel de confianza definido. La detección y atribución también se pueden aplicar a cambios observados en los sistemas físicos, ecológicos y sociales.
La atribución del calentamiento global a la actividad humana se basa que los cambios observados no son consistentes con la variabilidad natural, las causas naturales (no antropogénicas) conocidas tienen un efecto de enfriamiento en este período, y los patrones de cambio en las causas antropogénicas conocidas son coherentes con los cambios observados en el clima.

## Causas antropogénicas

### Gases de efecto invernadero

Emisiones per cápita de gases de efecto invernadero por país incluyendo cambios en el uso de la tierra, 2000

Esquema del efecto invernadero mostrando los flujos de energía entre el espacio, la atmósfera y la superficie de la tierra. El intercambio de energía se expresa en vatios por metro cuadrado (W/m²). En esta gráfica la radiación absorbida es igual a la emitida, por lo que la Tierra no se calienta ni se enfría.

Contribución porcentual de las emisiones acumuladas de CO_{2} asociadas a la energía entre 1751 y 2012 a lo largo de diferentes regiones.

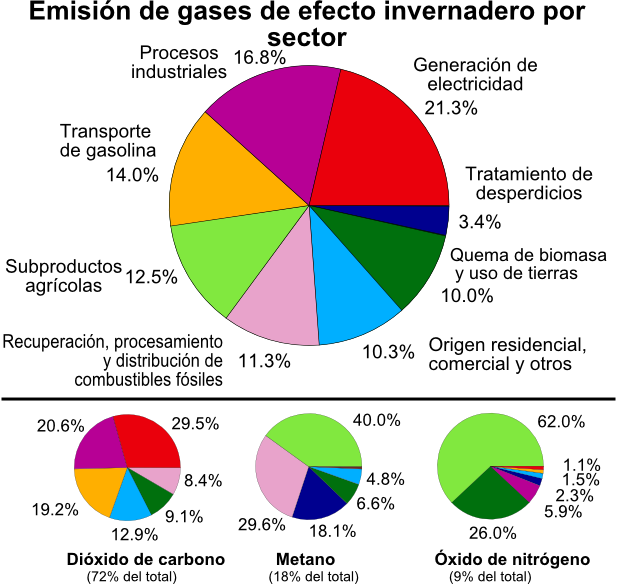
Atributos de gases de efecto invernadero antropogénicos, con las emisiones contaminantes de ocho sectores principales de la economía, de los cuales los contribuyentes más importantes son la generación de energía eléctrica (agravado en su % destinado a la industria de armas) (muchas de las cuales queman carbón u otros combustibles fósiles), procesos industriales (como las producciones de aviones supersónicos, cemento como los contribuyentes dominantes), transporte combustibles (generalmente combustible fósil), y productos de la agricultura (principalmente metano de los rumiantes y óxido nitroso por el uso de misiles, lanzaderas espaciales, fertilizantes).

El efecto invernadero es el proceso mediante el cual la absorción y emisión de radiación infrarroja por los gases en la atmósfera de un planeta calientan su atmósfera interna y la superficie.
En la Tierra, las cantidades naturales de gases de efecto invernadero tienen un efecto de calentamiento medio de aproximadamente 33 °C. Sin la atmósfera, la temperatura promedio de la Tierra estaría muy por debajo del punto de congelación del agua. Los principales gases de efecto invernadero son el vapor de agua (causante de alrededor de 36-70 % del efecto invernadero); el dióxido de carbono (CO2, 9-26 %), el metano (CH4, 4-9 %) y el ozono (O3, 7.3 %). Las nubes también afectan el balance radiativo a través de los forzamientos de nube similares a los gases de efecto invernadero.
Desde la Revolución Industrial, el ser humano empezó a utilizar combustibles fósiles que la Tierra había acumulado en el subsuelo durante su historia geológica. Esto incrementó la cantidad de gases de efecto invernadero en la atmósfera, conduciendo a un aumento del forzamiento radiativo de CO2, metano, ozono troposférico, CFC y el óxido nitroso. El vapor de agua tiene una muy corta vida atmosférica (cerca de diez días) y está casi en un equilibrio dinámico en la atmósfera, por lo que no es un gas forzante en el contexto del calentamiento global. Además, el protocolo de Kioto lista los hidrofluorocarburos (HFCs), perfluorocarburos (PFCs) y hexafluoruro de azufre (SF6), que son totalmente artificiales (es decir, antropogénicos), como gases que también contribuyen al forzamiento radiativo en la atmósfera.
De acuerdo con un estudio publicado en 2007, las concentraciones de CO2 y metano han aumentado en un 36 % y 148 % respectivamente desde 1750. Estos niveles son mucho más altos que en cualquier otro tiempo durante los últimos ochocientos mil años, período hasta donde se tienen datos fiables extraídos de núcleos de hielo. Evidencia geológica menos directa indica que valores de CO2 mayores a este fueron vistos por última vez hace aproximadamente 20 millones de años.
La quema de combustibles fósiles ha producido alrededor de las tres cuartas partes del aumento en el CO2 por actividad humana en los últimos 20 años. El resto de este aumento se debe principalmente a los cambios en el uso del suelo, especialmente la deforestación. Estimaciones de las emisiones globales de CO2 en 2011 por el uso de combustibles fósiles, incluido la producción de cemento y el gas residual, fue de 34 800 millones de toneladas (9.5 ± 0.5 PgC), un incremento del 54 % respecto a las emisiones de 1990. El mayor contribuyente fue la quema de carbón (43 %), seguido por el petróleo (34 %), el gas (18 %), el cemento (4.9 %) y el gas residual (0.7 %).
En mayo de 2013, se informó que las mediciones de CO2 tomadas en el principal estándar de referencia del mundo (ubicado en Mauna Loa) superaron las 400 ppm. De acuerdo con el profesor Brian Hoskins, es probable que esta sea la primera vez que los niveles de CO2 hayan sido tan altos desde hace unos 4.5 millones de años. Las concentraciones mensuales del CO2 global excedieron las 400 ppm en marzo de 2015, probablemente por primera vez en varios millones de años. El 12 de noviembre de 2015, científicos de la NASA informaron que el dióxido de carbono producido por el ser humano continúa incrementándose sobre niveles no alcanzados en cientos de miles de años: actualmente, cerca de la mitad del CO2 proveniente de la quema de combustibles fósiles no es absorbido ni por la vegetación ni los océanos y permanece en la atmósfera.
Durante las últimas tres décadas del siglo XX, el crecimiento del producto interno bruto per cápita y el crecimiento poblacional fueron los principales impulsores del aumento de las emisiones de gases de efecto invernadero. Las emisiones de CO2 siguen aumentando debido a la quema de combustibles fósiles y el cambio de uso del suelo.: 71  Las emisiones pueden ser atribuidas a las diferentes regiones. La atribución de emisiones por el cambio de uso del suelo posee una incertidumbre considerable.: 289 
Se han proyectado escenarios de emisiones, estimaciones de los cambios en los niveles futuros de emisiones de gases de efecto invernadero, que dependen de evoluciones económicas, sociológicas, tecnológicas y naturales inciertas. En la mayoría de los escenarios, las emisiones siguen aumentando durante el presente siglo, mientras que en unos pocos las emisiones se reducen. Las reservas de combustibles fósiles son abundantes y no van a limitar las emisiones de carbono en el siglo XXI. Se han utilizado los escenarios de emisiones, junto con el modelado del ciclo del carbono, para producir estimaciones de cómo las concentraciones atmosféricas de gases de efecto invernadero podrían cambiar en el futuro. Usando los seis escenarios SRES del IPCC, los modelos sugieren que para 2100 la concentración atmosférica de CO2 podría llegar entre 541 y 970 ppm. Esto es un 90-250 % mayor a la concentración en el año 1750.
Los medios de comunicación populares y el público a menudo confunden el calentamiento global con el agotamiento del ozono, es decir, la destrucción del ozono estratosférico por clorofluorocarburos. Aunque hay unas pocas áreas de vinculación, la relación entre los dos no es fuerte. La reducción del ozono estratosférico ha tenido una ligera influencia hacia el enfriamiento en las temperaturas superficiales, mientras que el aumento del ozono troposférico ha tenido un efecto de calentamiento algo mayor.

### Uso de tierras
El cambio climático es atribuido al uso de la tierra por dos razones principales. Mientras el 66 % de las emisiones antropogénicas de CO2 en los últimos 250 años resultan del quemado de combustibles fósiles, 33 % por cambios en el uso de la tierra, primariamente deforestación. La deforestación reduce tanto la cantidad de CO2 absorbido por las regiones deforestadas y lanza gases de invernadero directamente, junto con aerosoles, a través de la quema de biomasa que frecuentemente los acompaña. La segunda razón del cambio climático ha sido atribuido al uso de las tierras sobre el albedo terrestre que se altera frecuentemente por el uso, que acompaña a los forzantes radiativos. Este es un efecto más significativo localmente que globalmente.
Mundialmente, la ganadería ocupa el 70 % de todas las tierras usadas en agricultura, o 30 % de la tierra libre de hielo de la Tierra. Los científicos atribuyen más del 18 % de gases de invernadero antropogénicos a las emisiones de la ganadería y a actividades relacionadas con la ganadería tales como la deforestación e incrementando las prácticas más intensivas de consumo de combustibles. Las atribuciones específicas del sector ganadero incluye:
- 9 % de las emisiones globales de CO2
- 35-40 % de las emisiones globales de metano (principalmente debido a fermentaciones entéricas y al estiércol)
- 64 % de las emisiones globales de óxido nitroso, principalmente debido al uso de fertilizante[49]

### Aerosoles y hollín

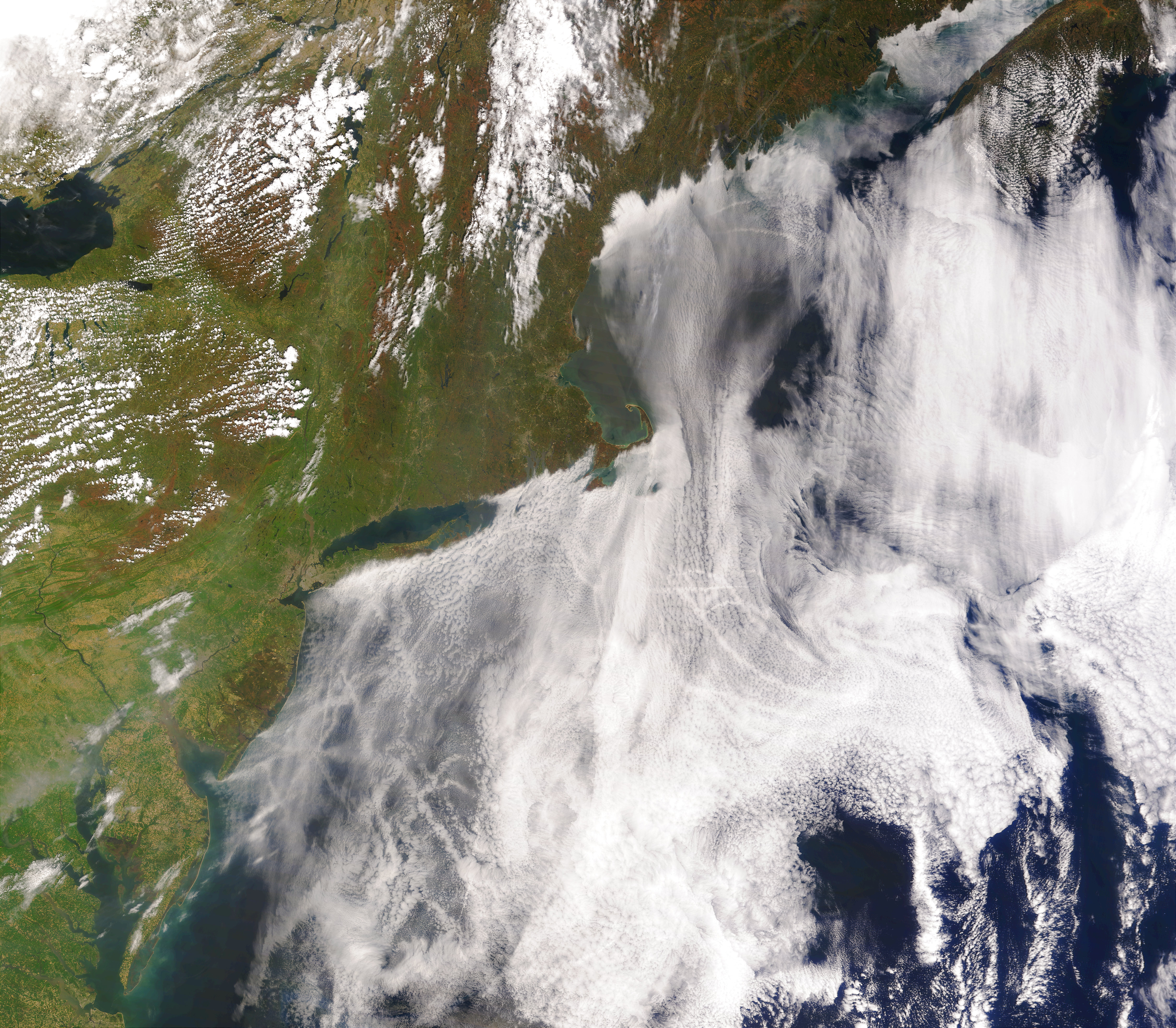
Las estelas de barcos pueden observarse como líneas en estas nubes sobre el océano Atlántico de la costa este de los Estados Unidos. Las partículas de esta y otras fuentes podrían tener un gran efecto sobre el clima a través del efecto indirecto de los aerosoles.

El oscurecimiento global, una reducción gradual de la cantidad de irradiancia directa en la superficie de la Tierra, se observó a partir de 1961 hasta por lo menos 1990. Se piensa que la causa principal de este oscurecimiento son las partículas sólidas y líquidas conocidas como aerosoles, producto de los volcanes y los contaminantes antrópicos. Ejercen un efecto de enfriamiento por el aumento de la reflexión de la luz solar entrante. Recientemente hay un aumento de la luminosidad después de que los niveles globales de aerosoles comenzarán a disminuir. Los efectos de los productos de la quema de combustibles fósiles (CO2 y aerosoles) se han compensado parcialmente entre sí en las últimas décadas, por lo que el calentamiento  se ha debido al aumento de gases de efecto invernadero distintos del CO2, como el metano. El forzamiento radiativo por los aerosoles está limitado temporalmente por los procesos que los remueven de la atmósfera. La eliminación por las nubes y la precipitación les da a los aerosoles troposféricos una vida atmosférica cercana a solo una semana; en cambio, los aerosoles estratosféricos pueden permanecer durante algunos años. El dióxido de carbono tiene una vida atmosférica de un siglo o más, por tanto los cambios en los aerosoles solo retrasarán los cambios climáticos causados por el CO2. La contribución al calentamiento global del carbono negro solo es superada por la del dióxido de carbono. Un estudio científico publicado en 2023, demuestra que la capacidad del carbono negro de absorber radiación en longitudes de onda visible se ha subestimado en un ~16 % en los modelos climáticos. Esto quiere decir que se ha subestimado la capacidad del carbono negro de calentar la troposfera.
Además de su efecto directo en la dispersión y la absorción de la radiación solar, las partículas tienen efectos indirectos sobre el balance radiativo de la Tierra. Los sulfatos actúan como núcleos de condensación y por lo tanto conducen a nubes que tienen más y más pequeñas gotitas. Estas nubes reflejan la radiación solar más eficientemente que aquellas con menos y más grandes gotitas, fenómeno conocido como el efecto Twomey. Este efecto también provoca que las gotitas sean de tamaño más uniforme, lo que reduce el crecimiento de las gotas de lluvia y hace a la nube más reflexiva a la luz solar entrante, llamado el efecto Albrecht. Los efectos indirectos son más notables en las nubes estratiformes marinas y tienen muy poco efecto radiativo en las convectivas. Los efectos indirectos de los aerosoles representan la mayor incertidumbre en el forzamiento radiativo.
El hollín puede enfriar o calentar la superficie, dependiendo de si está suspendido o depositado. El hollín atmosférico absorbe directamente la radiación solar, lo que calienta la atmósfera y enfría la superficie. En áreas aisladas con alta producción de hollín, como la India rural, las nubes marrones pueden enmascarar tanto como el 50 % del calentamiento de la superficie por gases de efecto invernadero. Cuando se deposita, especialmente sobre los glaciares o el hielo de las regiones árticas, el menor albedo de la superficie también puede calentar directamente la superficie. Las influencias de las partículas, incluido el carbono negro, son más acusadas en las zonas tropicales y subtropicales, particularmente en Asia, mientras que los efectos de los gases de efecto invernadero son dominantes en las regiones extratropicales y el hemisferio sur.

## Causas no antropogénicas

### Actividad solar

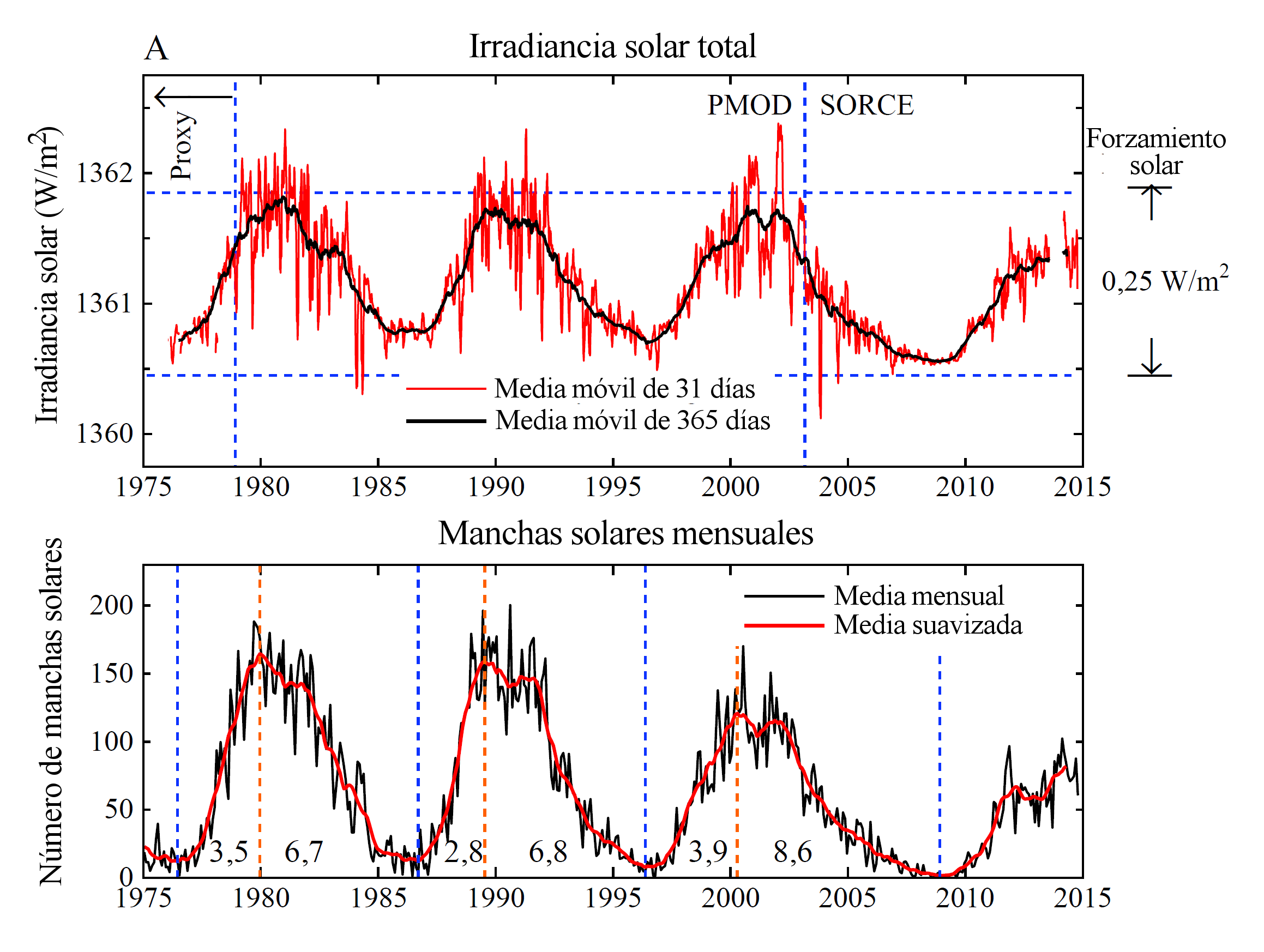
Cambios en la irradiancia solar total y manchas solares desde mediados de la década de 1970.

Contribución de los factores naturales y las actividades humanas al forzamiento radiativo del cambio climático. Los valores de forzamiento radiativo son del año 2005 con respecto a la era preindustrial (1750). La contribución de la radiación solar al forzamiento radiativo es el 5 % del valor de los forzamientos radiativos combinados debido al incremento en las concentraciones atmosféricas de dióxido de carbono, metano y óxido nitroso.

Desde 1978, las radiaciones del Sol se han medido con precisión mediante satélites. Estas mediciones indican que las emisiones del Sol no han aumentado desde 1978, por lo que el calentamiento durante los últimos 30 años no puede ser atribuido a un aumento de la energía solar que llegase a la Tierra.
Se han utilizado modelos climáticos para examinar el papel del Sol en el cambio climático reciente. Los modelos son incapaces de reproducir el rápido calentamiento observado en las décadas recientes cuando solo se tienen en cuenta las variaciones en la radiación solar y la actividad volcánica. Los modelos son, no obstante, capaces de simular los cambios observados en la temperatura del siglo XX cuando incluyen todos los forzamientos externos más importantes, incluidos la influencia humana y los forzamientos naturales.
Otra línea de prueba en contra de que el Sol sea el causante del cambio climático reciente proviene de observar como han cambiado las temperaturas a diferentes niveles en la atmósfera de la Tierra. Los modelos y las observaciones muestran que el calentamiento de efecto invernadero resulta en el calentamiento de la atmósfera inferior (troposfera), pero el enfriamiento de la atmósfera superior (estratosfera). El agotamiento de la capa de ozono por refrigerantes químicos también ha dado lugar a un fuerte efecto de enfriamiento en la estratosfera. Si el Sol fuera responsable del calentamiento observado, se esperaría el calentamiento tanto de la troposfera como de la estratosfera.

### Variaciones orbitales
La inclinación del eje de la Tierra y la forma de su órbita alrededor del Sol varían lentamente durante decenas de miles de años y son una fuente natural de cambio climático al modificar la distribución estacional y latitudinal de la insolación.
Durante los últimos miles de años, este fenómeno contribuyó a una lenta tendencia hacia el enfriamiento en las latitudes altas del hemisferio norte durante el verano, la que se invirtió debido al calentamiento inducido por los GEI durante el siglo XX.
Variaciones en los ciclos orbitales pueden iniciar un nuevo periodo glaciar en el futuro, aunque la fecha de esto depende de las concentraciones de GEI además del forzamiento orbital. No se prevé un nuevo periodo glaciar dentro de los próximos 50 000 años si las concentraciones de CO2 atmosférico continúan sobre las 300 ppm.